# Jaime Ramírez (cyclisme)
Pour les articles homonymes, voir Jaime Ramírez, Ramírez et Bernal.
Ramírez  Bernal est un nom espagnol. Le premier nom de famille, en général paternel, est Ramírez ; le second, en général maternel, souvent omis, est Bernal.
Jaime Ramírez Bernal, né le 20 janvier 1989 à Bogota, est un coureur cycliste puis entraîneur colombien. En 2013, il remporte la Tobago Cycling Classic, comptant pour l'UCI America Tour 2014, avec la formation Cocos.

## Biographie
En 2022, Jaime Ramírez est engagé par le comité paralympique colombien pour devenir entraineur de cyclisme handisport. En 2023, aux côtés de Diana García, il dirige la sélection colombienne aux championnats du monde de Glasgow.

## Palmarès sur route

### Par année
- 2013
  - Tobago Cycling Classic
- 2016
  - 2e de la Tobago Cycling Classic

### Classements mondiaux
| Année            | 2014 | 2015 |
| ---------------- | ---- | ---- |
| UCI America Tour | 50e  | 287e |

## Palmarès sur piste

### Championnats du monde juniors
- 2007
  -  Médaillé de bronze de l'américaine (avec Edwin Ávila)